# Рыбалчино
Рыба́лчино (укр. Рибалчине; до 2025 года — Рыбалкино} — село в Охримовском сельсовете Чугуевского района Харьковской области Украины.

## Географическое положение
Село Рыбалкино расположено в 2 км от правого берега реки Волчья, на границе с Россией, в 2,5 км от села Малая Волчья. Рядом с селом несколько небольших лесных массивов.

## История
В Списке населённых мест Харьковской губернии по сведениям 1864 года хутор значится под названием Елизаветский (в списке также указаны два его альтернативных названия: Рыбальск и Неклюдовский); 14 дворов, население — 142 человека (72 мужчины и 70 женщин). В Волоховской волости Чугуевского уезда. На военной карте конца XIX века хутор значится под названием Елизаветовка (Рыбальск).

## Население
Население села Рыбалкино по переписи 2001 года составляло 3 человека (1 мужчина и 2 женщины).

## Религия
Хутор относился к приходу Духосошественской церкви в слободе Малая Волчья.